# Pamiętnik Towarzystwa Lekarskiego Warszawskiego
Pamiętnik Towarzystwa Lekarskiego Warszawskiego – czasopismo medyczne w języku polskim wydawane w latach 1837–1938 i wznowione w 1997.
Pierwszy tom „Pamiętnika Towarzystwa Lekarskiego Warszawskiego” ukazał się w 18 kwietnia 1837. Publikowali w nim m.in. Edward Flatau, Robert Remak, Samuel Goldflam. W 1938 zaprzestano wydawania czasopisma. Tytuł wznowiono w 1997 roku jako rocznik.